# ヴィルヘルム (リューネブルク公)
ヴィルヘルム・フォン・リューネブルク（Wilhelm von Lüneburg, 1184年4月11日 - 1213年12月12日）は、ヴェルフ家出身のリューネブルク公。父バイエルン公兼ザクセン公ハインリヒ獅子公が廃位された後、ザクセン公領内の私領を継承した。

## 生涯
ヴィルヘルムはバイエルン公兼ザクセン公ハインリヒ獅子公と、イングランド王ヘンリー2世とアリエノール・ダキテーヌの長女マティルダの間に五男、末子として生まれた。ライン宮中伯ハインリヒ5世、神聖ローマ皇帝兼シュヴァーベン大公オットー4世の弟にあたる。父が神聖ローマ皇帝フリードリヒ1世に帝国追放に処され、亡命していたウィンチェスターで生まれた。獅子公がザクセンに戻った時もヴィルヘルムはイングランドに残り、叔父リチャード1世の宮廷で育てられたとみられる。
父ハインリヒ獅子公は反乱に失敗した後、1181年にフリードリヒ1世に降伏しドイツから追放されたが、リューネブルク、ブラウンシュヴァイクおよびハルデンスレーベン周辺の領地は安堵された。後に獅子公は1194年にフリードリヒ1世の息子ハインリヒ6世と和解し、リチャード1世を解放するための身代金の支払いのため、息子ヴィルヘルムとオットーを人質に差し出した。ヴィルヘルムはオーストリア公レオポルト5世に引き渡され、一時ハンガリーに拘留された。
1195年に父ハインリヒ獅子公が亡くなったとき、ヴィルヘルム、兄のオットーおよびハインリヒ5世は、父のザクセンの私領を相続した。兄弟はケルン大司教アドルフ・フォン・アルテナと協定を結び、1198年にホーエンシュタウフェン家のシュヴァーベン公フィリップとのローマ王位争いの際にオットーを王位につけた。
1201年にデンマークがホルシュタインを征服した後、ヴィルヘルムはハンブルクでデンマーク王クヌーズ6世の弟ヴァルデマーと出会い、そこで王の妹ヘレーネとの結婚を取り決めた。2人は1202年春に結婚し、莫大な持参金がもたらされた。一人息子のオットーは後に父の領地を相続し、1235年に初代ブラウンシュヴァイク＝リューネブルク公となった。
しかし、ホルシュタインでの支配を引き継ぐというヴィルヘルムの希望は、デンマークの裁判所によって打ち砕かれた。1202年5月、兄弟はパーダーボルンに集まり父の遺領を分割した。ヴィルヘルムはリューネブルク周辺のデンマーク国境までの北部の領地、エルベ川を越えたラウエンブルクの領地、ヒッツァッカー、リュッホ、ダンネンベルク、ハルデンスレーベン周辺の領地、ブランケンブルクとハイムブルクを含むハルツ山脈東部をレーゲンシュタイン城とともに受け取った。ヴィルヘルムは、リューネブルク周辺の塩貿易を頼りとして支配を強化することに集中し、リューネブルクに居を構えた。
1213年にヴィルヘルムは死去し、兄オットー4世がヴィルヘルムの息子オットー1世の後見人をつとめた。兄であるオットー4世およびハインリヒ5世の両方とも男子なく死去したため、オットー1世がヴェルフ家の領地の唯一の相続人となり、後のブラウンシュヴァイク＝リューネブルク公の祖となった。